# 真柳美苗
真柳 美苗（まやなぎ みなえ、1985年12月6日 - ）は、日本の女優。神奈川県出身。オフィスMORIMOTO二部所属。

## 主な出演作
- 「青春プレイヤー/平凡プラネット」
- 「ghost dance」
- 「携帯刑事 THE MOVIE」
- 「探偵事務所5」
- 「僕は妹に恋をする」
- 「焦げ女、嗤う」
- 「先生を流産させる会」 など